# Östra Gopalsjön
Östra Gopalsjön är en sjö i Mora kommun i Dalarna och ingår i Dalälvens huvudavrinningsområde. Sjön har en area på 0,0936 kvadratkilometer och ligger 414,3 meter över havet. Sjön avvattnas av vattendraget Gopalån.

## Delavrinningsområde
Östra Gopalsjön ingår i det delavrinningsområde (677443-141165) som SMHI kallar för Mynnar i Spjutmosjön. Medelhöjden är 394 meter över havet och ytan är 23,39 kvadratkilometer. Det finns ett avrinningsområde uppströms, och räknas det in blir den ackumulerade arean 30,71 kvadratkilometer. Gopalån som avvattnar avrinningsområdet har biflödesordning 2, vilket innebär att vattnet flödar genom totalt 2 vattendrag innan det når havet efter 338 kilometer. Avrinningsområdet består mestadels av skog (77 procent). Avrinningsområdet har 0,1 kvadratkilometer vattenytor vilket ger det en sjöprocent på 0,4 procent.